# Валермоза
Валермо̀за (на италиански: Vallermosa; на сардински: Biddaramosa, Бидарамоза) е село и община в Южна Италия, провинция Южна Сардиния, автономен регион и остров Сардиния. Разположено е на 70 m надморска височина. Населението на общината е 1966 души (към 2010 г.).